# 各務用水
各務用水（かがみようすい）は、岐阜県関市の長良川を取水源とする農業用水路である。

## 地理
岐阜県関市小瀬の鮎ノ瀬橋付近の長良川から取水する。長良川の支流の津保川、山田川を潜り、関市西部、岐阜市東北部を流れ、各務原市蘇原宮代町付近で境川に合流する。丘陵地帯や山が多く、工事は困難であったという。

## 沿革
この地域は各務原台地等の丘陵地帯であり、水不足に苦しめられた。
- 1888年（明治21年） - 稲葉郡大宮村（現各務原市）の村長、横山忠三郎が提案。後藤小平治、岡田只治らの協力により、着工。
- 1890年 （明治23年） - 竣工。当時の取水口は武儀郡小金田村上白金。
- 1891年 (明治24年)10月28日 - 濃尾地震により甚大な被害を受ける。
- 1893年（明治26年）7月 - 復旧工事が完了。その後も破損もあり、完全復旧は1901年。
- 1946年（昭和21年） - 取水口を上流の武儀郡瀬尻村小瀬に移す。
- 1975年 - （昭和50年）水路をコンクリート化。受益面積が約630haから約790haに増える。

## 流域の自治体
岐阜県
関市、岐阜市、各務原市